# Джек и бобовый стебель (фильм, 1994)
«Джек и бобовый стебель» (англ. Beanstalk) — кинофильм.

## Сюжет
Сюжет фильма схож с сюжетом одной из сказок. В дом к мальчику Джеку и его матери попадает ящик с бобами. Джек сажает боб дома в горшочек, и из боба вырастает огромный бобовый стебель. Наверху стебля живёт семья великанов. Мальчик отправляется в гости к ним вместе со своим школьным соперником.

## В ролях
- Дж. Д. Дэниэлс — Джек Тэйлор
- Эми Сток-Пойнтон — Ребекка Тэйлор, мама Джека
- Патрик Ренна — Дэнни
- Ричард Молл — Ричард Лич
- Ричард Пол — мэр Сесил Боггс
- Кэти Мак Оли — жена гиганта
- Дэвид Нотон — господин Ладд